# مقاطعة ريتشموند (جورجيا)
مقاطعة ريتشموند (بالإنجليزية: Richmond County)‏ هي إحدى المقاطعات في ولاية جورجيا في الولايات المتحدة الأمريكية.